# Hoffmannia pauciflora
Hoffmannia pauciflora är en måreväxtart som beskrevs av Paul Carpenter Standley. Hoffmannia pauciflora ingår i släktet Hoffmannia och familjen måreväxter.

## Underarter
Arten delas in i följande underarter:
- H. p. pauciflora
- H. p. venezuelensis